# 페로세륨

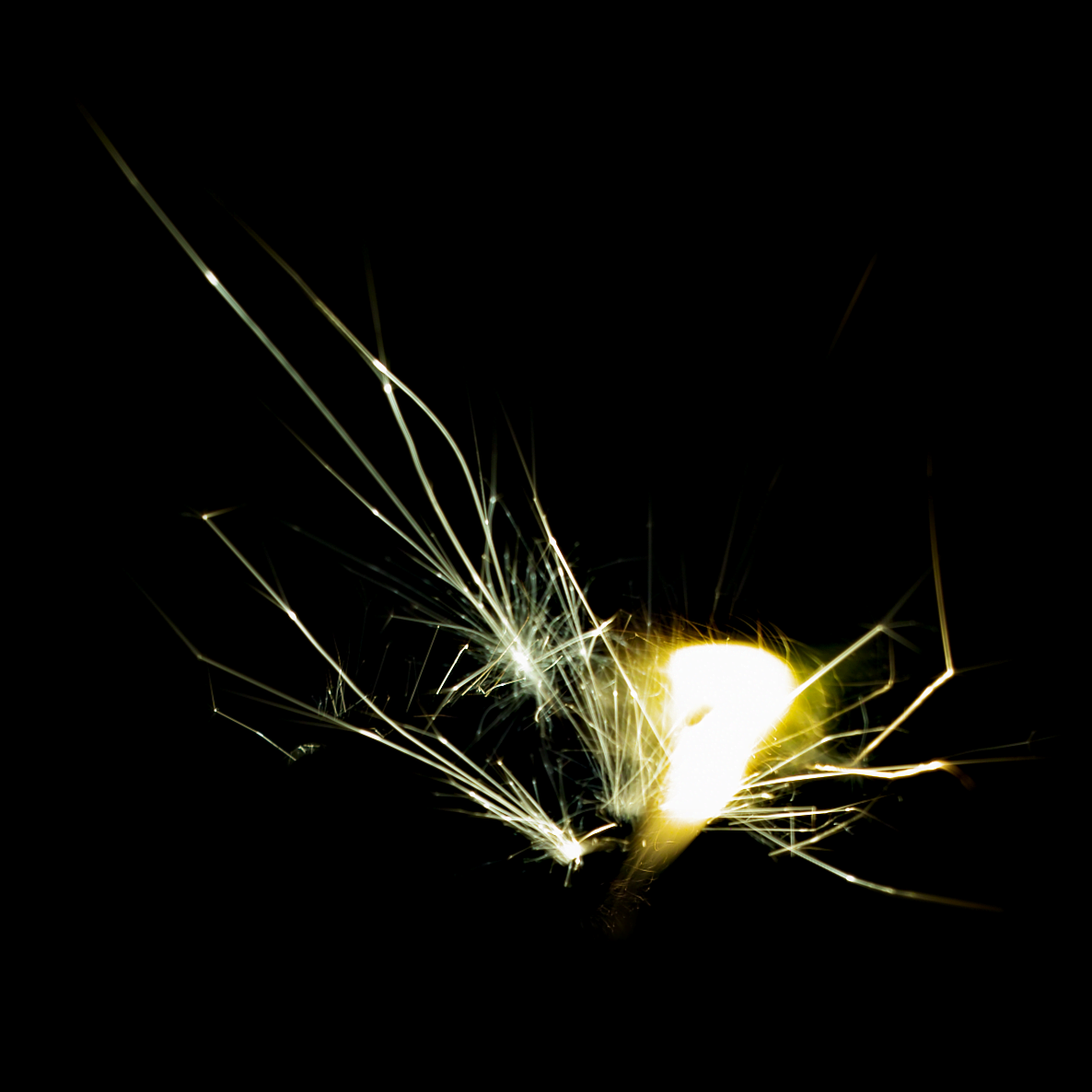
페로세륨이 쓰인 라이터의 스파크

페로세륨(Ferrocerium)은 긁힘으로 인해 급속하게 산화되면서 3000도까지 올라가는 발화성 합금으로, 불꽃을 일으킬때 사용한다. 페로세륨은 상업적으로 잘 사용되는데, 예를 들어, 라이터의 발화 소재(종종 "부싯돌" 부분으로 오인된다), 산소 용접시 스파크 발생용으로 사용하거나, 야금에서 산소 제거등을 하며, 페로세륨 막대(보통 파이어 스타터라고 불림)등으로 사용된다. 물에 젖거나 해도 페로세륨 막대를 이용하면 불이 붙기 때문에, 페로세륨 막대는 보통 서바이벌 킷의 긴급 발화 장치로 사용된다.
페로세륨은 1903년 오스트리아의 화학자인 카를 아우어 폰 벨스바흐가 발명하였으며, 페로세륨이란 이름은 이 합금을 만드는데 사용되는 철(라틴어: ferrum)과 희토류 원소인 세륨의 이름에서 따왔다. 페로세륨의 발화효과는 합금의 단단하지 않음과 더불어 낮은 자연 발화 온도에 기인한다.

## 사용

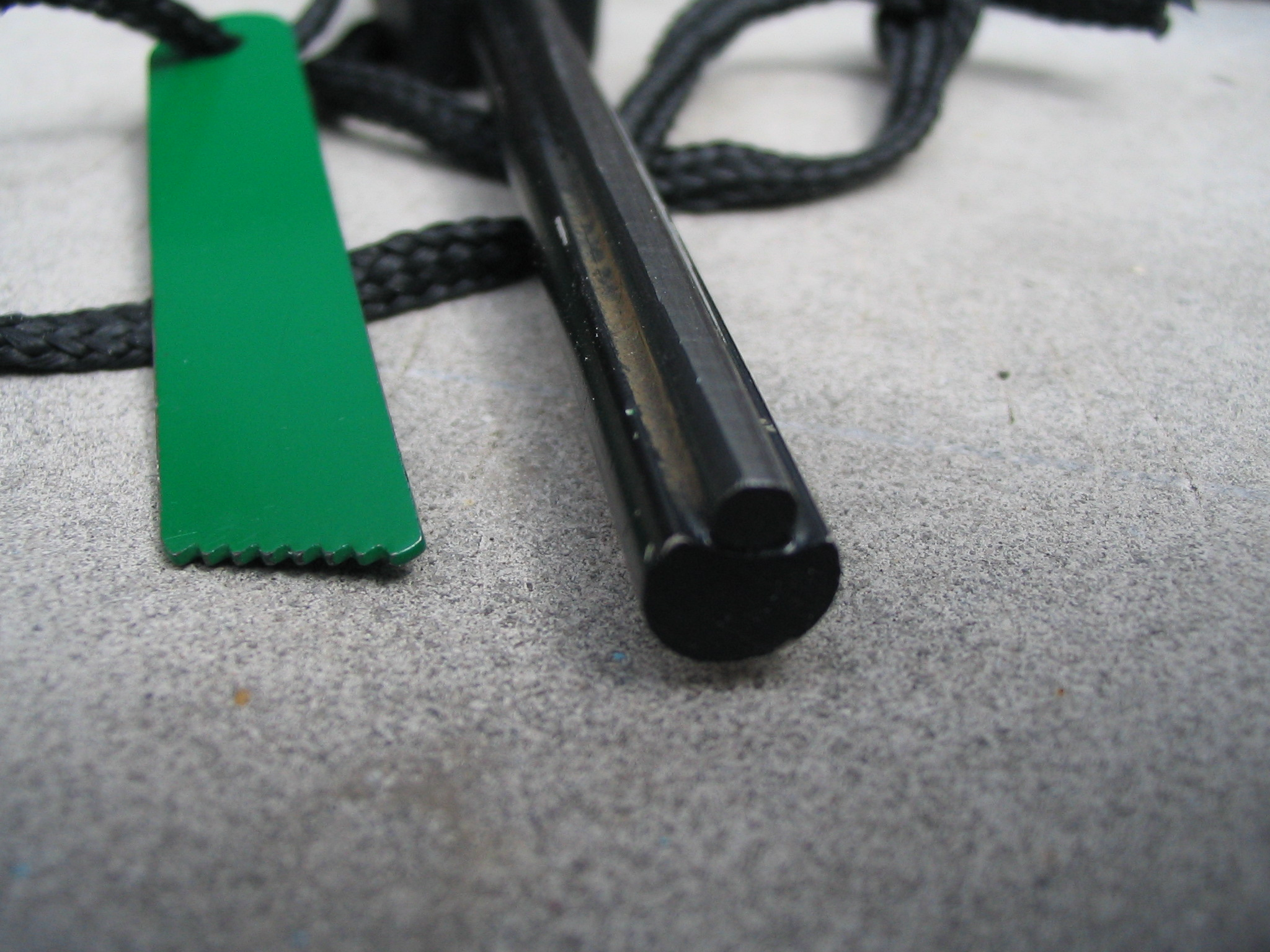
부싯깃 점화 스파크 라이터. 검은 쪽이 페로세륨이다.

페로세륨과 철은 오래전부터 사용되었던 부싯돌과 유사한데, 철로 페로세륨을 빠르게 긁어내면 페로세륨이 산화될 수 있는 온도인 150도에서 180도까지 올라가서 긁어낸 페로세륨에서 불꽃을 일으킨다.

### 부싯돌 스파크 라이터
부싯돌 스파크 라이터 (종종 스파크 라이터 나 스트라이커, 부싯돌 라이터로 불린다)는 라이터의 일종으로, 안전하게 기체 연료에서 불꽃을 낼 수 있다. 부싯돌 스파크 라이터는 분젠 버너와 산소 용접기에서 사용된다.
부싯깃-점화 캠프파이어 스타터 막대는 파이어스틸, 혹은 파이어 스타터란 이름으로 팔리며, 서바이벌리스트나 아웃도어 취미활동가들이 사간다. 몇몇 제조사들과 판매자들은 이걸 "마그네슘" 막대라고 부르는데, 몇몇 제조사의 경우 페로세륨에다가 마그네슘 막대를 더하여, 마그네슘을 긁어낸후 칼로 페로세륨을 점화시킨다. 즉, 페로세륨의 스파크로 마그네슘을 점화시키며, 이때 마그네슘은 부싯깃 역할을 하게 된다.

## 조성
유럽에서는 발명자의 이름을 따 "아우어메탈"로 불린다. 3가지 다른 아우어 메탈이 개발되었는데, 첫번째는 철과 세륨의 합금이었으며, 두번째는 여기에 란타넘을 더해 더 밝은 스파크를 생성시키며, 마지막으론 여기에 다른 중금속을 포함시키는 것이다.
현대 페로세륨은 희토류 금속을 넣어 만들며, 미슈메탈(50%의 세륨, 25% 란타넘, 그리고 약간의 프라세오디뮴과 네오디늄)로 불리는데, 여기에 약간의 철과 마그네슘이 들어간다. 이런 구성성분들이 들어가 스파크를 조절하며 또한 스파크가 생기는 과정에 개입한다.
| 원소     | 철  | 세륨 | 란타넘 | 네오디뮴 | 프라세오디뮴 | 마그네슘 |
| 구성비율 | 19% | 38%  | 22%    | 4%       | 4%           | 4%       |